# François-Auguste Gevaert
François-Auguste Gevaert (31. července 1828 Huysse (dnes Zingem) – 24. prosince 1908 Brusel) byl belgický hudební skladatel.

## Život
Byl synem pekaře a původně měl pokračovat v otcově profesi. Pro své hudební nadání byl však poslán v roce 1841 do Gentu na konzervatoř, kde studoval u Édouarda de Sommere a Martina-Josepha Mengala. Po absolvování konzervatoře se stal v Gentu varhaníkem jezuitského kostela.
Jeho první skladby získaly pozornost odborné veřejnosti. Zvítězil v soutěži o belgickou Římskou cenu čímž získal právo na studijní cestu v trvání dvou let. V roce 1849 tak navštívil Paříž, Španělsko a Itálii.
Jeho nejdůležitější skladby byly vydávány v Paříži a v roce 1867 se stal "chef de Chant" v Académie de Musique v Paříži. Po smrti François-Josepha Fétise byl povolán do Bruselu, aby vedl Královskou konzervatoř (Conservatoire royal de Bruxelles). V této funkci setrval až do své smrti v roce 1908.

## Dílo
Ačkoli během jeho života se jeho hudba těšila značným úspěchům, je nyní, s výjimkou některých sborových skladeb, téměř zapomenuta. Dodnes je však vysoce ceněno jeho hudebně-vědné dílo. Vydal pojednání o instrumentaci (Traité général d'Instrumentation, 1864), o harmonii (Traité d'harmonie, théorique et pratique, 1907), příručku pro varhaníky i historickou studii o dějinách a teorii staré hudby (Histoire et Théorie de la Musique de l'Antiquité).

### Opery
- La Comédie à la ville (1848)
- Hugues de Zomerghem (1848)
- Les Empiriques (1851)
- Georgette ou Le Moulin de Fontenoy (28.11.1853 Paříž)
- Le Billet de Marguerite (7.10.1854 Paříž)
- Les Lavandières de Santarem (25.10.1855 Paříž)
- Quentin Durward (25.3.1858 Paříž)
- Le Diable au moulin (13.5.1859 Paříž)
- Le Château Trompette (23.4.1860 Paříž)
- La Poularde de Caux (17.5.1861 Paříž)
- Les Deux amours (31.7.1861 Baden-Baden)
- Le Capitaine Henriot (29.12.1864 Paříž)

### Kantáty
- België (1847)
- Le roi Léar (1847)
- Évocation patriotique (1856)
- De nationale verjaerdag (1857)
- Le retour de l'armée (1859)
- Jacob van Artevelde (1864)

### Chrámové skladby
- Te Deum (1843)
- Requiem (1853)
- Ave Verum (1860)
- Grand' Messe de Noël Puer Natus est Nobis (1907)

### Jiné
- Ouverture Flandre au lion (1848)
- Fantasia sobre motivos españoles (1850)
- Kvartet pro klarinet, lesní roh, fagot a klavír